# Fryčovice
Fryčovice (en allemand : Fritzendorf) est une commune du district de Frýdek-Místek, dans la région de Moravie-Silésie, en République tchèque. Sa population s'élevait à 2 459 habitants en 2021.

## Géographie
Fryčovice se trouve à 11 km à l'ouest de Frýdek-Místek, à 18 km au sud-sud-ouest d'Ostrava et à 276 km à l'est-sud-est de Prague.
La commune est limitée par Brušperk au nord, par Staříč et Frýdek-Místek à l'est, par Hukvaldy au sud et par Kateřinice et Trnávka à l'ouest.

## Histoire
La première mention écrite du village date de 1267.

## Transports
Par la route, Fryčovice se trouve à 12 km de Frýdek-Místek, à 22 km d'Ostrava et à 345 km de Prague.